# Ljudmila Titovová
Ljudmila Jevgenjevna Titovová (rusky Людми́ла Евге́ньевна Тито́ва; * 26. března 1946 Čita, Čitská oblast, Ruská SFSR) je bývalá sovětská rychlobruslařka.
První velké akce se zúčastnila v roce 1966, kdy startovala na Mistrovství světa ve víceboji, na kterém skončila na 18. místě. Na světovém šampionátu 1968 již byla šestá a ze Zimních olympijských her v Grenoblu si odvezla zlatou medaili ze závodu na 500 m a stříbrnou z dvojnásobné distance; na trati 1500 m byla sedmá. Další cenný kov získala na premiérovém ročníku Mistrovství světa ve sprintu 1970, který vyhrála. V roce 1971 vybojovala stříbro na Mistrovství Evropy a bronz na Mistrovství světa ve víceboji. O rok později získala bronzovou medaili na sprinterském Mistrovství světa, na evropském šampionátu byla čtvrtá a na světovém vícebojařském šestá. Startovala na zimní olympiádě 1972, kde byla třetí na trati 500 m a čtvrtá v závodě na 1000 m. Následující sezónu vynechala, v dalších letech nastupovala především do národních závodů. Jednou z několika výjimek byly Zimní olympijské hry 1976, kde skončila v závodě na 1000 m na sedmém místě. Po sezóně 1975/1976 ukončila sportovní kariéru.